# Tumat Sogolik
Tumat Sogolik (ur. 5 maja 1955) – papuański bokser wagi koguciej, olimpijczyk.
Wystąpił na Letnich Igrzyskach Olimpijskich 1976. W 1/32 finału zwyciężył walkowerem z Kameruńczykiem Samuelem Meckiem. W pojedynku 1/16 finału znokautował go Hwang Cheol-sun z Korei Południowej.
Zdobył srebrny medal Igrzysk Wspólnoty Narodów 1978, przegrywając w finale na punkty z Irlandczykiem Barrym McGuiganem. W 1974 roku został mistrzem Australii i Oceanii.